# Claudia Schulz
Claudia Schulz (* 1977 in Dessau) ist eine deutsche Agrarökologin und Politikerin (Bündnis 90/Die Grünen). Von Februar 2018 bis August 2020 war sie eine der beiden Vorsitzenden des Landesverbandes Mecklenburg-Vorpommern.

## Leben
Claudia Schulz wuchs in Zemitz in Vorpommern auf. Ab 1996 studierte sie Agrarökologie an der Universität Rostock. Ihr Studium schloss sie 2001 als Diplom-Agraringenieurin für Agrarökologie ab. Zusätzlich studierte sie 2000/2001 Erziehungswissenschaften. Praktika führten sie nach Kanada und Neuseeland; in Nepal und Ecuador leistete sie 2001 Freiwilligendienst im Umweltbereich.
Ab 2005 war sie Leiterin des Wahlkreisbüros von Harald Terpe.
Sie arbeitet freiberuflich und bietet Veranstaltungen rund um die Themenbereiche Natur und Umwelt nach dem Konzept der Bildung für nachhaltige Entwicklung (BNE) an.
Claudia Schulz ist seit 2004 Mitglied im Warnow-Wasser- und Abwasser-Verband (WWAV) für die Fraktion der Grünen in der Rostocker Bürgerschaft. Seit 2014 ist Mitglied im Aufsichtsrat der Nordwasser GmbH.

## Politik
Seit 2002 ist Claudia Schulz Mitglied der Grünen im Kreisverband Rostock und seit 2006 Mitglied im Landesvorstand. Hier war sie agrar-, umwelt- und verbraucherpolitische Sprecherin.
Auf der Landesdelegiertenkonferenz im Februar 2018 in Güstrow wurde sie mit 53 von 75 abgegebenen Stimmen (73 %) zur neuen Landesvorsitzenden gewählt. Sie ist Nachfolgerin von Claudia Müller, die wegen ihres Bundestagsmandats ihr Amt als Landesvorsitzende aufgab. Ihr Mitvorsitzender blieb Johann-Georg Jaeger.
Auf dem Landesparteitag im Oktober 2018 in Güstrow wurde sie im Amt bestätigt, ihre Mitvorsitzende wurde Ulrike Berger.